# صلاة الاسترحام
صلاة الاسترحام هي صيغة الصلاة، أو الحث على الصلاة، التي تُقال أثناء العبادة في كنائس الاتحاد الأنجليكية. ويحدث أثناء قداس الكلمة بعد الموعظة. توجد مثل هذه الصيغ في أقدم أشكال القداس الإلهي في كنيسة الروم الأرثوذكس، مثل قداس القديس يوحنا الذهبي ، وفي الطقوس الكثلية للطقوس الغاليكية المبكرة، وفي إنجلترا ما قبل الإصلاح.